# Montanaso Lombardo
Montanaso Lombardo är en ort och kommun i provinsen Lodi i regionen Lombardiet i Italien. Kommunen hade 2 264 invånare (2018).